# Podstacja trakcyjna

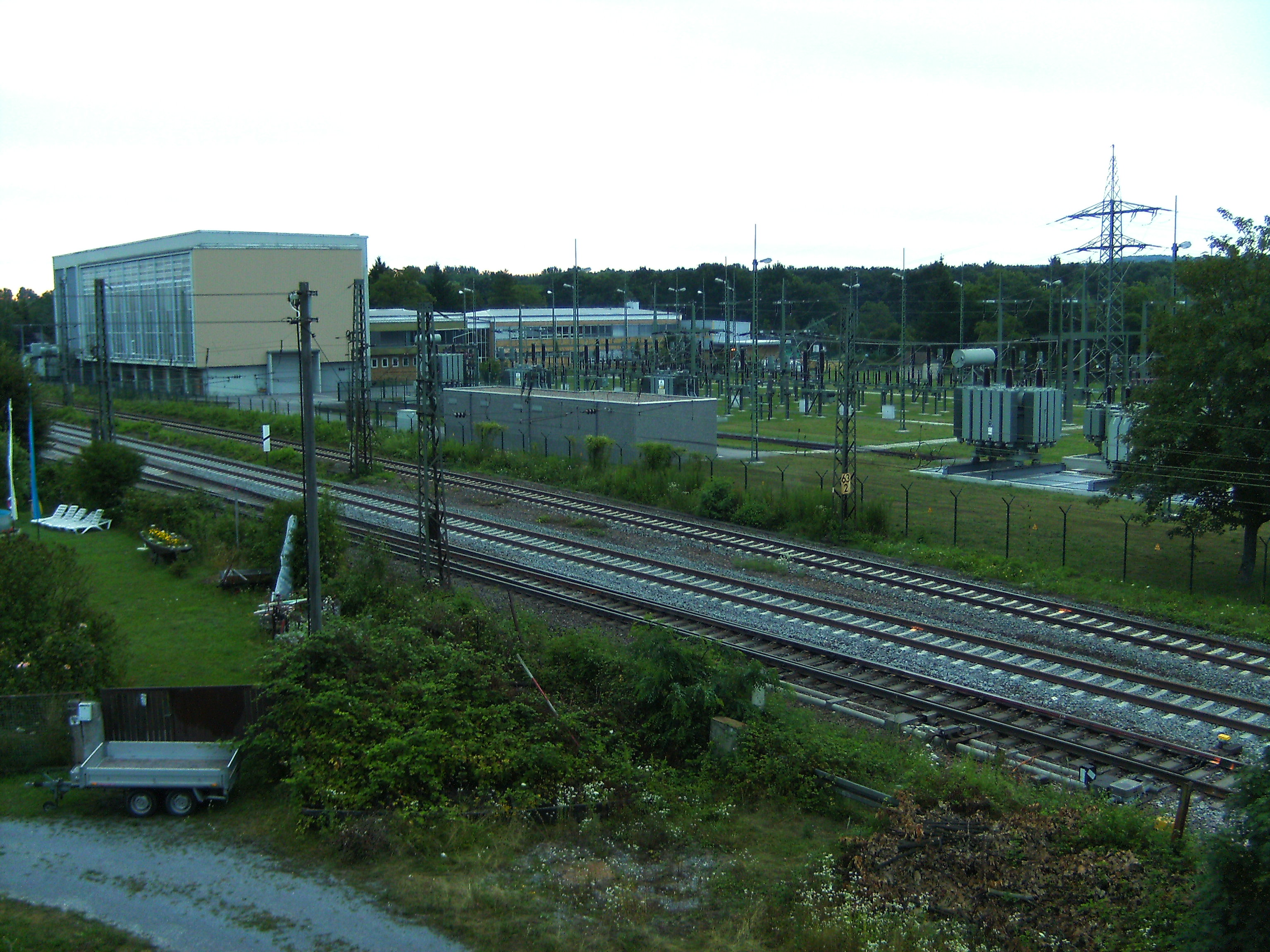
Podstacja trakcyjna w Karlsruhe z rozdzielnią napowietrzną 110 kV

Podstacja trakcyjna – stacja elektroenergetyczna, zasilana z krajowego systemu elektroenergetycznego, której podstawowym zadaniem jest zasilanie sieci trakcyjnej na określonym odcinku linii pojazdów o trakcji elektrycznej jak kolej, tramwaje, metro czy trolejbusy.
Ze względu na stosowany w Polsce system zasilania prądem stałym (napięcie znamionowe: linie kolejowe – 3,3 kV, linie tramwajowe 660 V), podstacje trakcyjne są stacjami transformatorowo-prostownikowymi. Przetwarzają one prąd przemienny trójfazowy o napięciu stosowanym w energetyce zawodowej (zwykle 15 kV oraz 110 kV) na prąd stały, którym zasilana jest sieć trakcyjna i za jej pomocą pojazdy trakcyjne. Drugorzędnym zadaniem podstacji jest zasilanie różnych odbiorników nietrakcyjnych za pośrednictwem linii potrzeb nietrakcyjnych (urządzenia zabezpieczające, oświetlenie przejazdów i inne urządzenia kolejowe).

## Budowa podstacji w Polsce

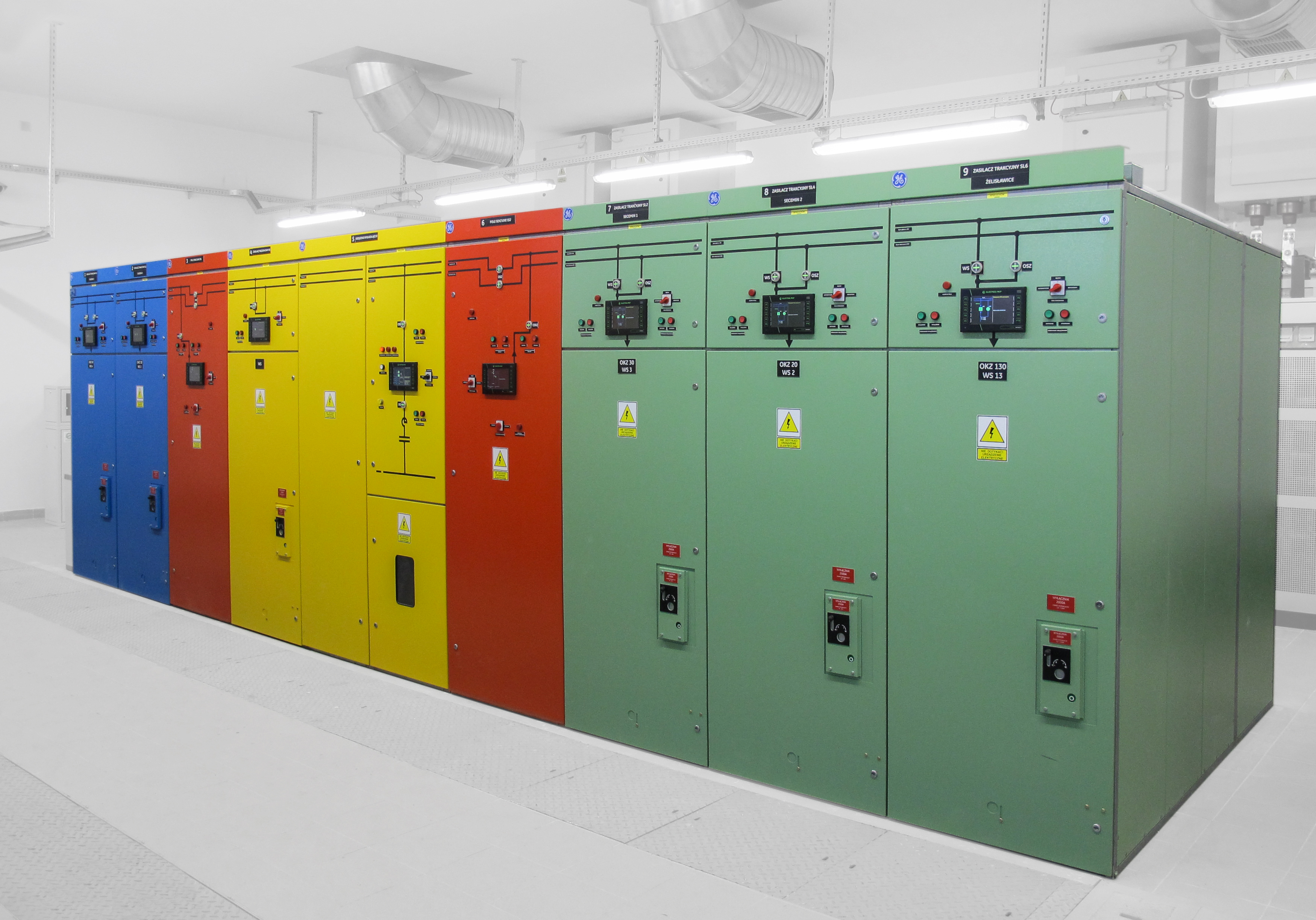
Rozdzielnia DC 3,3 kV

Podstacja składa się z dwóch głównych rozdzielni oraz rozdzielni potrzeb własnych 230/400 VAC 220 DC.

Układ zasilania sieci DC

- rozdzielnia najczęściej 15 kV, rzadziej 110 kV, w której niezbędne są takie pola jak:
  - linia zasilająca – najczęściej są dwie; najlepiej, gdyby każda była zasilana z innego GPZ (Głównego Punktu Zasilania);
  - zespół prostownikowy – najczęściej dwa;
  - linia potrzeb nietrakcyjnych – najczęściej dwie, każda w przeciwnym kierunku szlaku kolejowego;
  - „Potrzeby własne” – również dwie.
- Rozdzielnia 3300 V DC lub 660 V DC, w której głównie znajdują się:
  - zasilacze trakcyjne – na typowej podstacji kolejowej są 4 zasilacze: każdy dla każdego toru w obu kierunkach szlaku kolejowego oraz zasilacz rezerwowy, który jest używany awaryjnie lub w trakcie konserwacji innych zasilaczy. Na podstacjach tramwajowych zasilaczy jest od jednego do nawet kilkunastu – każdy z nich zasila inny sekcjonowany fragment sieci trakcyjnej.
  - filtr gamma – inaczej mówiąc urządzenie wygładzające tętnienia napięcia wyprostowanego.